# Roms historia
Den här artikeln handlar om staden Rom. För det antika romarriket, se Romerska riket.

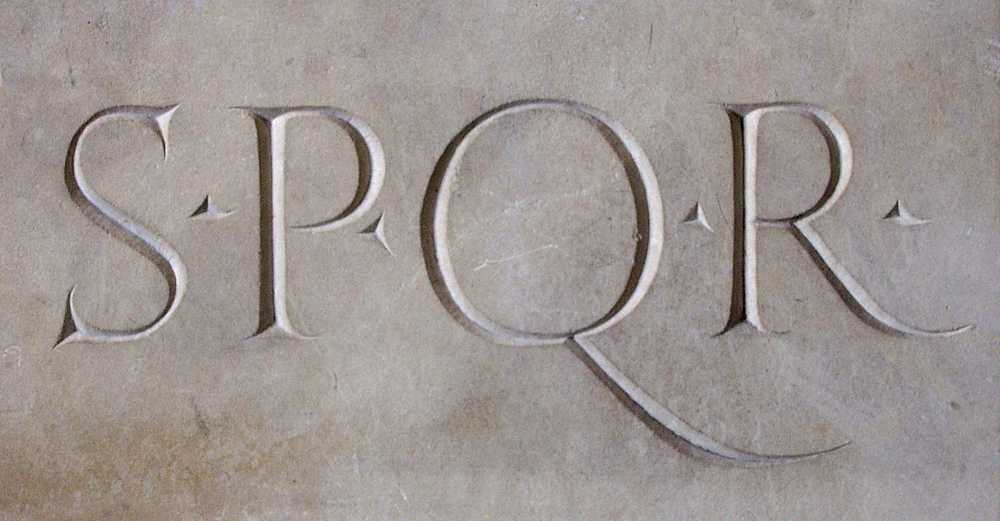
Senatus Populusque Romanus, "Roms senat och folk" blev den romerska statens symbol under republiken och har sedan förblivit en symbol för staden Rom.

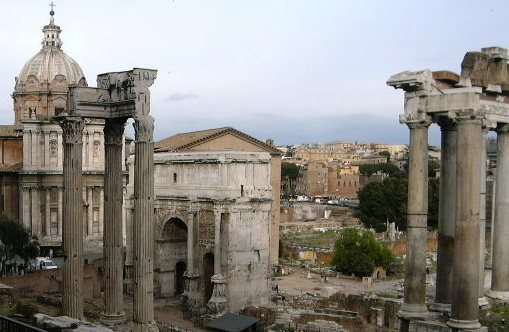
Forum Romanum.

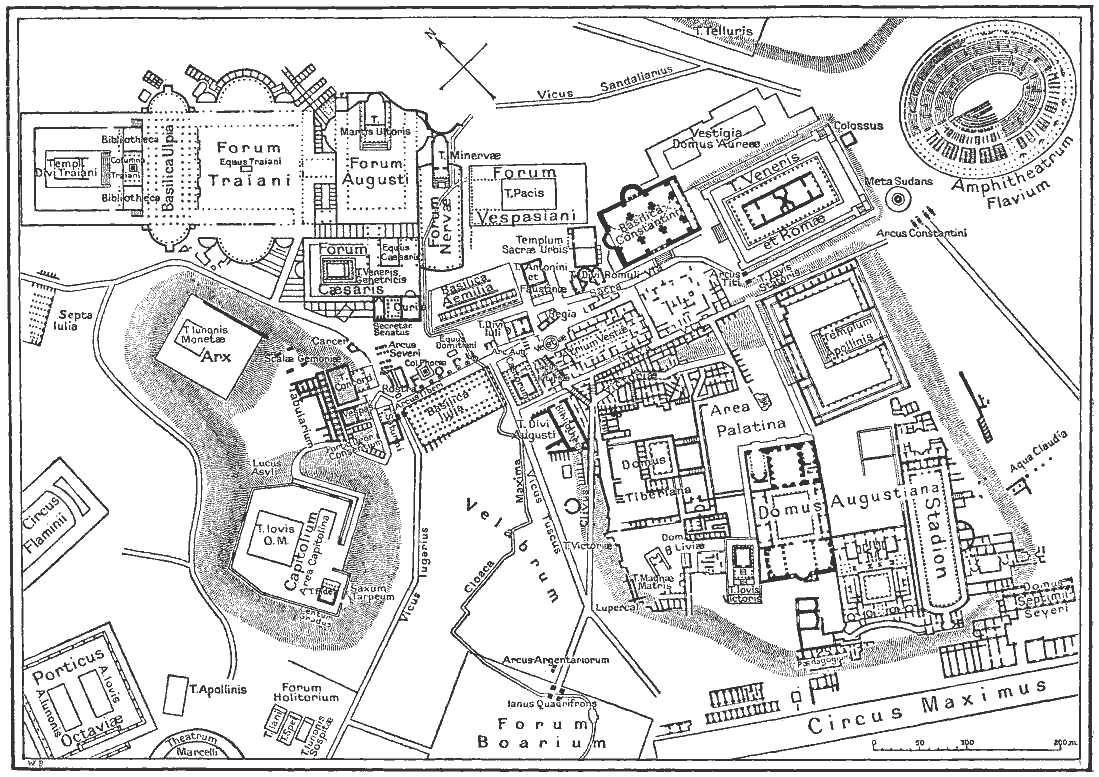
Karta över de centrala delarna av Rom under kejsartiden.

Roms historia spänner över 2 800 år under vilka orten växte från en liten italiensk by på 800-talet f.Kr. till centrum för Romerska riket som dominerade Medelhavet i sekler men som gick under för germanska stammar som blev starten för medeltiden och så småningom blev sätet för Romersk-katolska kyrkan och senare plats för Vatikanstaten. Rom har fortsatt att spela en stor roll inom global politik och haft stor påverkan på  Europas historia och kultur.

## Förhistoria
Stadens sju kullar var bebodda redan under företruskisk tid och alltsedan 900-talet f.Kr. av latinare. Kullarna är kända som Palatinen, Capitolium, Aventinen och Caelius (italienska Monte Celio), Esquilinen, Viminalen och Quirinalen. De tre sistnämnda är mer höjdsträckningar än egentliga kullar.
Arkeologiska bevis från mitten av bronsåldern av keramik och utgrävningar på Capitolium har pekat på att en stabil bosättning ska ha funnits på platsen under den sena bronsåldern. Bosättningen ska ha varit i ett säkert läge nära floden. Det har även funnits rester av arbete med brons och järn under järnåldern.

## Roms kungatid
Roms kungatid varade enligt traditionen år 753–509 f.Kr. Under denna tid var Rom en av många stadsstater i området.
Enligt legenden grundades staden Rom den 21 april 753 f.Kr. av Romulus, den ene av de två bröderna Romulus och Remus, söner till krigsguden Mars, vilka hade blivit uppfödda av en varginna och sedan vuxit upp hos herden Faustulus. De två bröderna ska ha debatterat var Rom skulle ligga och till slut skulle Romulus ha mördat Remus och döpt staden efter sig själv. Romulus ska sedan ha etablerat en senat och försvarat staden från grannar. Legenden menade att framställa starka, och livskraftiga romare som nedkomna från gudarna.
Romerska historiker ska sedan ha fortsatt berättelsen med en rad etruskiska kungar efter Romulus. Enligt dessa ska det etruskiska väldet ha tagit slut år 509 f.Kr. De flesta historiker tror idag inte på att etruskerna ska ha regerat i Rom men däremot att etruskerna hade ett stort inflytande. Etruskerna hade ett alfabet som Roms invånare antog, under etruskernas inflytande byggdes väggarna runt Rom och avloppssystemet tillkom.
Enligt traditionen började Romulus, den första av Roms kungar, sin regeringstid år 753 f.Kr. Regentlängderna som romerska historiker har presenterat är dock ifrågasatta av moderna historiker som bland annat finner att varje kung regerat i ungefär 30 år vilket måste anses ansenligt mycket för tiden. Man kan jämföra med få moderna regenter som regerat såpass länge. De romerska historikerna är oense om årtalen och det är svårt att koppla kungarna till arkeologiska bevis. Därmed måste uppgifterna om Roms tidiga kungar anses otillförlitliga. Däremot är historiker överens om att kungaväldet existerade i verkligheten då många litterära verk nämner kungarna och det finns historiska bevis för väldet i övriga Italien.
Enligt traditionen hamnade den ännu oansenliga bosättningen omkr. 650 f.Kr. under etruskiskt välde och omslöts enligt etruskisk sed av ett "pomerium", en obebodd gränszon, och uppkallades efter den etruskiska ätten Rumina. En annan teori är att ordet härleds från det etruskiska ordet för flod, rumon, och ytterligare en att ätten istället kallades gens Romilii eller gens Romana. Ungefär hundra år senare ska Rom ha erövrats  av tarquinerna, men förblivit latinsk vad gällde språk och rättsordning.[källa behövs]
Runt 600- och 700-tal pekar arkeologiska bevis på att staden ska ha fått en rad olika byggnader. Användningen av terrakotta och tegelpannor var utbredd och visar på att produktionen blev alltmer specialiserad. Det första huset med tegelpannor på taket har hittats på Sacra Via och är daterat till åren 650-625 f.Kr. En byggnadsfas mellan åren 590-580 f.Kr. ledde till flera mer sofistikerade takbyggen på offentliga byggnader. Curia Hostilia och kungaresidenset Regia byggdes under den här tiden. En tillströmning av grekiska emigranter kan ha bidragit till att romerska verkstäder ofta producerade arkitektur med grekiska influenser.
| Rom                     | Rom                                                                          |
| Tidslinje               | Tidslinje                                                                    |
| ----------------------- | ---------------------------------------------------------------------------- |
| 753 f.Kr.               | Rom grundas av Romulus                                                       |
| 509 f.Kr.               | Romerska republiken uppstår.                                                 |
| 264-146 f.Kr.           | Puniska krigen.                                                              |
| 146-44 f.Kr.            | Inbördeskrig                                                                 |
| 44 f.Kr.-14 f.Kr.       | Augustus etablerar Romerska kejsardömet.                                     |
| 64                      | Rom brandhärjas under kejsar Nero.                                           |
| 70-80                   | Colosseum byggs.                                                             |
| 200-talet               | Caracallas termer och Aurelianusmuren byggs.                                 |
| 284-337                 | Rom blir ersatt av Konstantinopel. Första basilikorna byggs.                 |
| 395                     | Rom delas i Västrom och Östrom                                               |
| 410                     | Goterna och Alarik I plundrar Rom.                                           |
| 455                     | Vandalerna plundrar Rom.                                                     |
| 1084                    | Normanderna plundrar Rom.                                                    |
| 1303                    | La Sapienza grundas.                                                         |
| 1309                    | Påvestolen flyttar till Avignon.                                             |
| 1377                    | Påvestolen flyttar tillbaka till Rom.                                        |
| 1495-1519               | Rom blir italienskt center för renässansen.                                  |
| 1555                    | Roms getto inrättas.                                                         |
| 1592-1606               | Caravaggio verkar i Rom.                                                     |
| 1600                    | Giordano Bruno bränns på bål.                                                |
| 1638-1667               | Barockeran. Bernini och Borromini. Rom har 120 000 invånare.                 |
| 1704                    | Porto di Ripetta byggs.                                                      |
| 1732-1762               | Fontana di Trevi byggs.                                                      |
| 1798-1799 och 1800-1814 | Fransk occupation.                                                           |
| 1848-1849               | Romersk republik med Mazzini och Garibaldi.                                  |
| 1870                    | Rom erövras av italienska trupper.                                           |
| 1874-1885               | Stazione Termini och Viktor Emanuel-monumentet byggs.                        |
| 1932-1939               | Cinecittà byggs.                                                             |
| 1960                    | Olympiska sommarspelen 1960                                                  |
| 1975-1985               | Terrorism: Aldo Moro mördas och Johannes Paulus II utsätts för ett attentat. |
| 1990                    | Fotbolls-VM 1990.                                                            |

## Romerska republiken
Den romerska republiken existerade enligt traditionen från 509 f.Kr och förvandlades till kejsardöme då Augustus blev kejsare år 27 f.Kr. Under denna tid utvecklades staden till huvudstaden i ett imperium. 
Enligt historikern Livius infördes republiken då siste kungen Tarquinius Superbus fördrivits från staden. Detta ska dels ha berott på hans egen makthunger och dels att hans son våldtagit en romersk adelsdam. Det är troligare att en maktkamp mellan kungen och övriga mäktiga familjer och släkter orsakat avskaffandet av kungamakten. Denna teori stärks av arkeologiska bevis för större atriumbyggnader som byggs runt 525 f.kr. på Palatinens sluttning och pekar på att den romerska elitens makt och välstånd växte under tiden.
År 387 f.Kr. anfölls Romarriket av gallerna som hade upprättat ett rike i norra Italien. Staden Rom intogs helt med undantag för Capitolium och borgklippan med Jupitertemplet. Ständiga anfall skulle göra att Rom anpassade sig genom att bygga en mur runt staden och omorganisera armén.
| År       | 350 f.Kr. | 270 f.Kr. | 100 f.Kr. | 44 f.Kr.  |
| -------- | --------- | --------- | --------- | --------- |
| Invånare | 30 000    | 100 000   | 500 000   | 1 000 000 |

## Romerska kejsardömet
Rom var huvudstad i det romerska kejsardömet. År 395 delades riket i Västrom och Östrom, och Rom förblev det västromerska rikets huvudstad.
Romarriket var från början bara en stadsstat men utvecklades till ett av världshistoriens mäktigaste imperier. Även efter att riket blivit ett kejsardöme skulle det bestå i cirka 400 år som enat rike (nästan 1500 år om man räknar med det Bysantinska rikets historia) och mycket skulle förändras i imperiet under tiden fram till Västroms fall 476 e.Kr. Tidernas första kejsare var Augustus som utnämnde sig själv till kejsare efter den tid av inbördeskrig som Caesars död skapade. Augustus var Caesars adoptivson och när Augustus kom till makten utnämnde han sig själv som kejsare som en hyllning till mannen som uppfostrade honom. Augustus satte stopp för inbördeskrigen och därefter kom en tid av fred som höll i cirka 400 år. För att hålla arméerna sysselsatta beordrade han dem att bygga murar runtomkring riket. 
Det romerska kejsardömet brukar sägas ha uppstått med det styrelseskick som följde slaget vid Actium 31 f.Kr.. Den romerska republikens institutioner i Rom hade dock förstörts under det föregående seklet, och Rom hade i praktiken styrts av en despot sedan Sulla.
| År       | 100       | 300     | 500    |
| -------- | --------- | ------- | ------ |
| Invånare | 1 650 000 | 600 000 | 50 000 |

## Västrom
Med västromerska riket avses den västra rikshalvan av det romerska riket efter delningen mellan Theodosius I:s söner Honorius och Arcadius år 395. Rom faller slutligen år 476 när germaner under ledning av Odovakar avsätter den siste västromerske kejsaren, Augustulus, vilket markerar början på medeltiden i klassisk europeisk historieskrivning.......

## Medeltiden

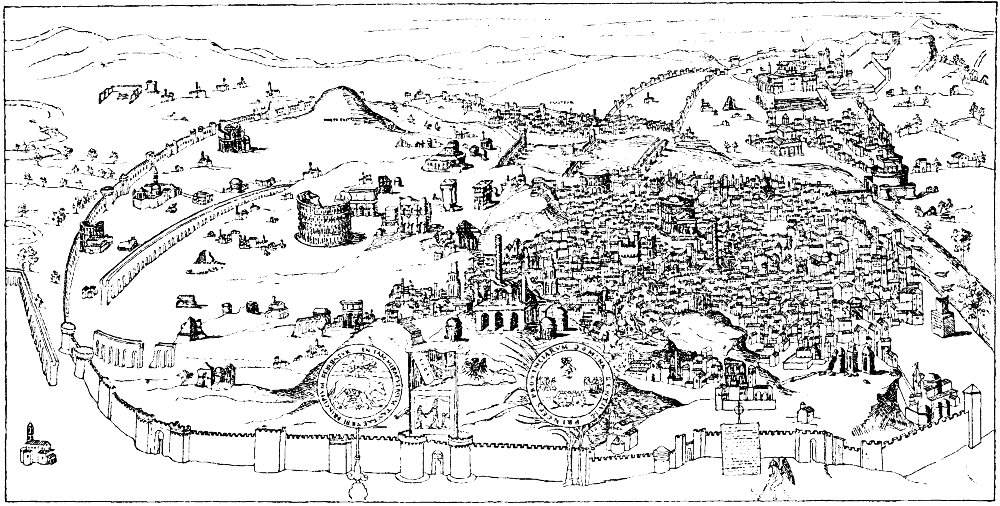
Panorama över Rom från 1400-talet.

| År       | 500    | 752    | 800    | 1000   | 1347   | 1519   | 1527   | 1590   | 1660    | 1798    | 1814    | 1832    | 1848    |
| -------- | ------ | ------ | ------ | ------ | ------ | ------ | ------ | ------ | ------- | ------- | ------- | ------- | ------- |
| Invånare | 50 000 | 40 000 | 30 000 | 30 000 | 17 000 | 50 000 | 32 000 | 90 000 | 120 000 | 150 000 | 117 000 | 138 000 | 150 000 |

## Senare historia
| År       | 1871    | 1900    | 1921    | 1931      | 1944      | 1990      |
| -------- | ------- | ------- | ------- | --------- | --------- | --------- |
| Invånare | 244 000 | 600 000 | 692 000 | 1 000 000 | 1 600 000 | 3 500 000 |

## Kristendomens utveckling i Rom
Huvudartikel: Kristendomen i Romarriket

### Senantiken
Rom blev ett centrum för den framväxande kristendomen redan under det första århundradet e.Kr. och fick sin betydelse för kristendomen genom att de båda apostlarna Petrus och Paulus enligt en fast kyrklig tradition hade blivit avrättade och begravda här. Trots förföljelser växte den romerska församlingen snabbt och torde på 200-talet ha överstigit 10 000 personer.
Efter Konstantin den stores seger vid Ponte Milvio norr om Rom 312 e.Kr., började han omedelbart att framhäva den kristna kyrkan också i den yttre arkitekturen. Det område som kallades Lateranen i södra Rom överläts till biskopen som där lät uppföra den ännu existerande Lateranbasilikan (San Giovanni in Laterano), som är kristenhetens äldsta kyrka. Vid Vatikanska kullen lät Konstantin bygga Petersbasilikan över aposteln Petrus' utpekade grav och inledde även bygget av en motsvarande Paulusbasilika (San Paolo fuori le Mura) vid Via Ostiensis ("vägen till Ostia").
Sedan Konstantin flyttat sitt kejserliga residens från Rom till Konstantinopel 330, och riket delats i Västrom och Östrom 395 minskade Roms betydelse som "världens medelpunkt". Visigoternas plundring av Rom 410 blev ett hårt slag för dem som ansett Rom oövervinneligt, och 476 avsattes den siste västromerske kejsaren Romulus Augustulus av germanen Odovakar.
Genom bristen på enhetlig politisk ledning i det forna Västrom fick påven i stället en allt större betydelse som samlande kraft, särskilt sedan Rom blivit huvudstad i den nya Kyrkostaten 756. Ekonomiskt och socialt innebar den följande tiden en nedgång för staden som drabbades av saracenernas upprepade angrepp och av normandernas skövling 1084. Under dessa århundraden besöktes Rom av pilgrimer från hela Europa, vilket bevarade stadens internationella profil, och en rad laterankoncilier ägde rum.

### Senare historia
Efter påvarnas exil i Avignon (1309-1378) och den följande påveschismen (1378-1417) började en ny uppgång. De följande århundradena präglades av en intensiv byggverksamhet, och framför allt skapades stora sakrala monument. Den gamla Petersbasilikan från 300-talet revs och ersattes av Bramantes och Michelangelos väldiga Peterskyrka (invigd 1626). Renässansens och barockens påvar var ofta lidelsefullt intresserade av konsten och drog konstnärer och musiker till staden. I sammanhanget bör Giovanni Lorenzo Bernini och Francesco Borromini nämnas.
En ny nedgång drabbade Rom, när Napoleon I:s trupper ockuperade Kyrkostaten och höll påven Pius VII fången i Frankrike 1809-1814. Kyrkostaten kunde visserligen återupprättas 1815 men upplöstes sedan definitivt när Italien enades 1861 och Rom annekterades 1870. Trots påven Pius IX:s häftiga motstånd blev Rom huvudstad i det nya kungariket. Förhållandena mellan påven och den italienska staten förblev obestämt fram till 1929, då Lateranfördraget undertecknades. Detta fördrag mellan Pius XI och den fascistiska regeringen under Mussolini innebar, att Vatikanstaten bildades och avgränsades från Italien. Fördraget garanterade även den Heliga stolens suveränitet över Vatikanstaten och vissa andra byggnader mot att påven i gengäld officiellt erkände kungariket Italien.
1948 bekräftades denna reglering av Italiens nya republikanska författning och ersattes 1984 av ett modifierat konkordat. Tack vare kommunikationernas och massmediernas utveckling har Rom snarast fått större betydelse som katolskt centrum än tidigare.
När det romerska riket politiskt behärskade hela Medelhavet hade det redan uppgått i den hellenistiska kultursfären, och grekiska konstnärer arbetade i Rom i en grekisk konsttradition för romerska beställare sedan länge.